# Jason Mitchell
Jason Mitchell (født 5. januar 1987 i New Orleans) er en amerikansk skuespiller. Han er bedst kendt for at spille rapperen Eazy-E i Straight Outta Compton fra 2015. I 2017 medvirkede han i Kong: Skull Island.

## Udvalgt filmografi
- Straight Outta Compton (2015) – Eazy-E
- Mudbound (2017) – Ronsel Jackson
- Kong: Skull Island (2017) – Glenn Mills
- Detroit (2017) – Carl Cooper